# Гюцков
Гюцков (нім. Gützkow) — місто в Німеччині, розташоване в землі Мекленбург-Передня Померанія. Входить до складу району Передня Померанія-Грайфсвальд. Складова частина об'єднання громад Цюссов.
Площа — 57,29 км2. Населення становить 2967 ос. (станом на 31 грудня 2020).